# Last Man Standing
Last Man Standing —conocida en español como El último hombre y Entre dos fuegos— es una película de acción y wéstern estadounidense estrenada en 1996, con influencias del cine negro. Dirigida por Walter Hill y protagonizada por Bruce Willis, es una nueva versión de la película de Akira Kurosawa Yojimbo, y, después de Por un puñado de dólares de Sergio Leone, es el segundo remake de dicha película japonesa.
La película tuvo malos resultados en cuanto a la recaudación, con solamente un total aproximado de 18 millones de dólares en diciembre de 1996. Recibió pobres críticas; muchas de las críticas negativas hacen referencia a la atmósfera depresiva y opresiva de la película, y también de la casi monótona personalidad del personaje interpretado por Bruce Willis.[cita requerida]
Elmer Bernstein compuso para la película música que después no se emplearía.

## Sinopsis
Durante la era de la ley seca en Texas, un misterioso personaje (Bruce Willis) identificado por él mismo como "John Smith" llega a Jericho, un pueblo cercano a la frontera con México. En él, John Smith se encuentra con el enfrentamiento entre una banda irlandesa (liderada por Doyle) y una banda italiana (liderada por Strozzi), ambas dedicadas al contrabando de alcohol. Por otra parte, algunos ciudadanos intentan sobrevivir en medio de este conflicto, así como Joe Monday, un policía corrupto. Inmediatamente, Smith gana reputación al matar a uno de los hombres de Doyle, un descarado acto que atrae la atención de ambos bandos.

## Reparto
- Bruce Willis - John Smith
- Bruce Dern - Sheriff Ed Galt
- William Sanderson - Joe Monday
- Christopher Walken - Hickey
- David Patrick Kelly - Doyle
- Karina Lombard - Felina
- Ned Eisenberg - Fredo Strozzi
- Michael Imperioli - Giorgio Carmonte
- R. D. Call - Jack McCool
- Alexandra Powers - Lucy Kolinski
- Ken Jenkins - Capt. Tom Pickett
- Ted Markland - Deputy Bob
- Leslie Mann - Wanda
- Patrick Kilpatrick - Finn